# Kecamatan Rejoso (distrikt i Indonesien, lat -7,49, long 111,89)
Kecamatan Rejoso är ett distrikt i Indonesien.   Det ligger i provinsen Jawa Timur, i den västra delen av landet, 600 km öster om huvudstaden Jakarta.